# Société internationale d'histoire de la médecine
 (septembre 2010).
La Société internationale d'histoire de la médecine (SIHM) a été fondée en 1921 à Paris par un médecin belge, le Pr. Dr Jean-Joseph Tricot-Royer, et compte actuellement des centaines de membres originaires de tous les continents, intéressés par l'histoire de l'art de guérir.
Disposant de deux langues officielles d'expression, le français et l'anglais, la SIHM a pour mission d'encourager et de soutenir le développement des recherches entreprises dans les champs de l'histoire de la médecine, des sciences biomédicales et de l'art de guérir, en général ; d'améliorer la communication entre les individus et les groupes professionnels intéressés, de par le monde, par ces disciplines ; de promouvoir l'enseignement, de stimuler l'intérêt et de diffuser les connaissances sur ces thèmes.
Depuis 1995, la société édite deux fois par an sa propre revue spécialisée Vesalius. Elle organise chaque année soit un congrès international (les années paires), soit un symposium international (les années impaires). 

## Vesalius
Deux fois par an, l'ISHM publie la revue Vesalius, sous-titrée Acta Internationalia Historiae Medicinae, une revue académique qui publie quelques résumés de ses congrès internationaux et de ses rencontres internationales sur l'histoire de la médecine, ainsi que d'autres communications scientifiques.
Rédacteur en chef : Francesco M. Galassi (Pologne)
Comité de rédaction international et arbitres (2021-2023) : Dana Baran (Roumanie), Luca Borghi (Italie), Maria do Sameiro Barroso (Portugal), Donatella Lippi (Italie), Ricardo Jorge Losardo (Argentine), Kenneth Collins (Israël et Royaume-Uni). Royaume-Uni), Paolo Mazzarello (Italie), Andrew Nadell (USA), Juris Salaks (Lettonie), Ragnar Stien (Norvège), Alain Touwaide (USA), Carlos Viesca (Mexique), Robrecht Van Hee (Belgique), Fabio Zampieri (Italie) et Giorgio Zanchin (Italie).

## Présidents
1921-1930: Jean-Joseph Tricot-Royer
1930-1936: Davide Giordano
1936-1946: Victor Gomoiu
1946-1953: Maxime Laignel Lavastine
1953-1964: Ernest Wickersheimer
1964-1968: Adalberto Pazzini
1968-1971: Maurice Bariéty
1971-1976: Noël Poynter
1976-1980: De la Broquerie Fortie
1980-1984: Jean-Charles Sournia
1984-1992: Hans Schadewaldt
1992-1996: John Cule
1996-2000: Ynez Viole O'Neill
2000-2004: Jean-Pierre Tricot
2004-2008: Athanasios Diamandopoulos
2008–2016: Giorgio Zanchin
2016-2024: Carlos Viesca Treviño
2024-présent: Dana Baran